# Nationaal park Semenic-Cheile Carașului
Nationaal park Semenic-Cheile Carașului (Roemeens: Parcul Național Semenic-Cheile Carașului) is een nationaal park in Roemenië (district Caraş-Severin).  Het park werd opgericht in 2000 en is 362,19 vierkante kilometer groot. Het landschap bestaat uit bergen, grotten, valleien, de kloof van de Caras-rivier en bossen. In het park komt een van de grootste stukken oerbos van beuk van Europa voor (Izvoarele Nerei), dat sinds 2017 deel uitmaakt van het Unesco-Werelderfgoed Oude en voorhistorische beukenbossen van de Karpaten en andere regio's van Europa.